# Сура Ар-Рад
Сура Ар-Рад (араб. سورة الرعد) або Грім — тринадцята сура Корану. Мединська, містить 43 аяти.